# Río Soccer Club SJR
Der Río Soccer Club SJR, häufig auch nur verkürzt als Río Soccer bezeichnet, ist ein Frauenfußballverein aus der Industriestadt San Juan del Río (kurz SJR) im Südosten des mexikanischen Bundesstaates Querétaro. Seine Heimspielstätte Unidad Deportiva Emiliano Zapata befindet sich im nördlich von San Juan del Río gelegenen Vorort Tequisquiapan.
Río Soccer ist die erste (und bisher einzige) Mannschaft in der Geschichte der mexikanischen Frauenfußballmeisterschaft, die den Titel viermal in Folge (Clausura 2015, Apertura 2015, Clausura 2016 und Apertura 2016) gewann.